# Arri
|  | Arios redirigeix aquí. Vegeu altres significats d'Arri i Arios a Arri (desambiguació) i Arios (desambiguació). |

Ari o Arri (en grec antic: Ἄρειος, Áreios, llatí: Arīus) fou un religiós cristià fill d'Ammoni que va néixer a la Cirenaica en el tercer quart del segle iii i va desenvolupar la seva carrera a Alexandria. De les seves idees derivà la doctrina considerada herètica dels arians.
A Antioquia va ser deixeble de Llucià, primer clergue que va defensar clarament la diferència entre el Pare i el Fill (Llucià era amic de Pau de Samòsata que defensava idees similars, de les quals Llucià va poder convertir-se en propagador). Pere (bisbe d'Alexandria) el va ordenar diaca, però més tard el va expulsar, en condemnar Ari la duresa de la persecució contra els seguidors de Meleci, bisbe de Licòpolis, que havia provocat un cisma a Egipte. Més tard, sent ja Ari de certa edat, va ser ordenat prevere per Aquil·las, patriarca d'Alexandria, confiant-li la direcció de l'església de Baukalis, on es va distingir per la seva erudició, arribant-se a suposar que podria succeir a Aquil·las quan aquest va morir; no obstant això, va ser elegit patriarca d'Alexandria Alexandre (317).
Els catòlics acusen Ari d'actuar des d'aleshores per despit, cosa que no és segura. Ari va acusar (318) Alexandre, bisbe d'Alexandria, de ser partidari de Sabel·li i de les doctrines sabel·lianes (que fonien en una sola les tres persones de la Trinitat) condemnades uns anys abans per un Concili celebrat a Alexandria (261). Alexandre va exposar les seves doctrines, que van resultar ser ortodoxes, mentre Ari sostenia que el Pare havia creat al Fill i, per tant, aquest havia de ser inferior. Alexandre va convocar un concili a Alexandria (320 o 321) al qual van assistir cent bisbes, que van condemnar les idees d'Ari i el van excomunicar juntament amb els seus seguidors. Però alguns bisbes (com Secundus de Ptolemaida, Teonas de Marmàrica, Eusebi de Cesarea, Eusebi de Nicomèdia, Teoguis de Nicea i Màrius de Calcedònia) i part del clergat es van decantar a favor seu.
L'Emperador Constantí I el Gran, que després del 324 governava l'Imperi en solitari i temia que aquestes disputes teològiques alteressin la pau pública, va intentar evitar el cisma, utilitzant com a mediador Osi, bisbe de Còrdova, però va fracassar. Constantí va convocar llavors el primer concili ecumènic a Nicea (325) al qual van assistir 318 bisbes, la majoria orientals, i en el qual el bisbe Alexandre d'Alexandria va estar assistit pel jove diaca Atanasi (després sant) que es va convertir en campió dels opositors a Ari, els seguidors del qual estaven dirigits per Eusebi de Nicomèdia, però sols van aconseguir 22 adhesions. El Concili va determinar que el Pare i el Fill eren consubstancials o iguals (en grec es va utilitzar la paraula «omousios» mentre que va ser rebutjat el concepte de «creat» per referir-se al Fill: únicament tretze bisbes es van oposar a la utilització de la paraula consubstancial, i quan Ari va exposar que el Fill no era abans de ser engendrat, que era de l'altra persona i de l'altra substància que les del Pare i que era criatura subjecta a mudança, altres bisbes se'n van separar, fins que finalment solament Ari, Secundus de Ptolemaida i Teonas de Marmàrica defensaven les posicions intransigents, i van ser anatematitzats i desterrats (també es va desterrar Eusebi de Nicomèdia i Teognis de Nicea).
Però progressivament els partidaris d'Eusebi de Nicomèdia, anomenats eusebians, van influir en l'ànim de Constantí, mentre que la germana d'aquest, Constància (vídua de Licini) que tenia com a confessor un sacerdot arià, treballava per col·locar elements arians en llocs clau, substituint-hi diversos bisbes catòlics per d'altres d'arians. El 326 Atanasi va succeir Alexandre com a bisbe d'Alexandria. Poc després, foren cridats del desterrament Eusebi i Teognis, i es va iniciar una campanya destinada a debilitar Atanasi, l'elecció del qual era qualificada d'il·legítima, i adreçada també contra el bisbe Eustaci d'Antioquia, un dels majors opositors a l'arianisme, aconseguint-se la deposició d'aquest últim en un Concili celebrat a Antioquia el 331, en què els elements eusebians (arians) van aconseguir el predomini, i que Eustaci fos acusat de sabeli·lanisme (i d'altres coses). Va ser desterrat per ordre de Constantí (amb això es van assentar les bases per al futur cisma d'Antioquia en què catòlics, arians i melecians es van disputar el poder eclesiàstic des del 361 al 415), i l'emperador també desterrà altres bisbes.
A petició de Constantí, Ari va admetre en l'essencial la consubstancialitat, a fi d'aconseguir una unió de les dues branques principals de l'Església; llavors l'Emperador va demanar a Atanasi que readmetés Ari a la seva comunió a la qual cosa el bisbe es va negar. Els eusebians iniciaren una nova campanya contra Atanasi.
El 335 els concilis de Tir i de Jerusalem van absoldre Ari. En el Concili de Tir Atanasi va patir forts atacs i es va veure precisat a acudir a l'emperador, qui va optar per enviar-lo desterrat a Trèveris. Després del desterrament de sant Atanasi, es va celebrar un nou concili a Constantinoble on va ser destituït el bisbe Marcel d'Ancira, bisbe catòlic, i substituït per l'eusebià Basili.
Poc després moria Constança, demanant al seu germà Constantí que tractés a Ari com un home que havia estat calumniat. L'Emperador es va sentir impressionat o obligat i Ari va ser cridat a Constantinoble (335) on havia de ser reintegrat al si de l'Església amb tots els honors (després d'una professió de fe niceana); el patriarca de Constantinoble Alexandre (que va ser patriarca del 317 al 340) s'hi va oposar encara que va haver d'accedir davant l'amenaça llançada per diversos bisbes partidaris d'Ari d'excomunicar-lo. Però abans de procedir-se a la cerimònia Ari va morir sobtadament (336), probablement enverinat per seguidors d'Alexandre qui l'endemà va donar gràcies a Déu pel càstig a l'heresiarca. La mort d'Arri va contribuir a estendre la força de l'heretgia de l'arrianisme, i el mateix emperador es va fer batejar abans de la seva mort (337) pel bisbe arià Eusebi de Nicomèdia.

## La polèmica arriana

### Els inicis
L'historiador trinitari Sòcrates Escolàstic informa que Arri va provocar la polèmica que porta el seu nom quan Alexandre d'Alexandria, que havia succeït a Aquil·las com a bisbe d'Alexandria, va fer un sermó en què afirmava la semblança del Fill amb el Pare. Arri va interpretar el discurs d'Alexandre com un renaixement del sabel·lianisme, el va condemnar i després va argumentar que «si el Pare va engendrar el Fill, el que va ser engendrat va tenir un principi d'existència: i per això és evident que hi va haver un temps en què el fill no ho era. Per tant, necessàriament es dedueix que ell [el Fill] va tenir la seva substància del no-res.» Aquesta cita descriu l'essència de la doctrina d'Ari.
Sòcrates de Constantinoble creia que Arri estava influenciat en el seu pensament pels ensenyaments de Llucià d'Antioquia, un famós mestre cristià i màrtir. En una carta al patriarca Alexandre de Constantinoble, el bisbe d'Arri, Alexandre d'Alexandria, va escriure que Arri va derivar la seva teologia de Llucià. El propòsit exprés de la carta era queixar-se de les doctrines que Arri estava difonent, però la seva acusació d'heretgia contra Arri és vaga i no té el suport d'altres autoritats. A més, el llenguatge d'Alexandre, com el de la majoria dels polèmics d'aquella època, és força amarg i abusiu. A més, fins i tot Alexandre mai va acusar Llucià d'haver ensenyat l'arrianisme; més aviat, va acusar Llucià ad invidiam de tendències herètiques —que segons ell semblen ser transferides al seu deixeble, Arri. L'historiador rus Alexander Vassíliev es refereix a Llucià com «l'Arri abans d'Arri».

### Orígenes i Arri
Com molts estudiosos cristians del segle iii, Arri va ser influenciat pels escrits d'Orígenes, àmpliament considerat com el primer gran teòleg del cristianisme. No obstant això, tot i que tots dos estaven d'acord en la subordinació del Fill al Pare, i Arri va treure suport de les teories d'Orígenes sobre el Logos, tots dos no estaven d'acord en tot. Arri va argumentar clarament que el Logos tenia un començament i que el Fill, per tant, no era etern, sent el Logos el més alt de l'Ordre Creat. Aquesta idea es resumeix en la declaració «hi va haver un temps en què el Fill no ho era». Per contra, Orígenes creia que la relació del Fill amb el Pare no tenia principi i que el Fill era «generat eternament».
Arri es va oposar a la doctrina d'Orígenes, queixant-se d'això en la seva carta a l'Eusebi nicomedià, que també havia estudiat amb LLlucià. No obstant això, malgrat no estar d'acord amb Orígenes en aquest punt, Arri va trobar consol en els seus escrits, que utilitzaven expressions que afavorien l'afirmació d'Arri que el Logos era d'una substància diferent de la del Pare, i devia la seva existència a la voluntat del seu Pare. No obstant això, com que les especulacions teològiques d'Orígenes sovint s'oferien per estimular més investigacions en lloc de posar fi a qualsevol disputa, tant Arri com els seus oponents van poder invocar l'autoritat d'aquest venerat (en aquell moment) teòleg durant el seu debat.
Arri va destacar la supremacia i la singularitat de Déu Pare, és a dir, que només el Pare és infinit i etern i totpoderós, i que, per tant, la divinitat del Pare ha de ser més gran que la del Fill. Arri va ensenyar que el Fill va tenir un principi, contrari a Orígenes, que va ensenyar que el Fill era menys que el Pare només en poder, però no en el temps. Arri va sostenir que el Fill no posseïa ni l'eternitat ni la veritable divinitat del Pare, sinó que va ser fet «Déu» només amb el permís i el poder del Pare, i que el Logos era més aviat el primer i el més perfecte de les produccions de Déu.

### Respostes inicials
El bisbe d'Alexandria va exiliar el prevere després d'un consell de sacerdots locals. Els partidaris d'Arri van protestar amb vehemència. Nombrosos bisbes i líders cristians de l'època van donar suport a la seva causa, entre ells Eusebi de Nicomèdia, que va batejar Constantí el Gran.

### Primer Concili de Nicea

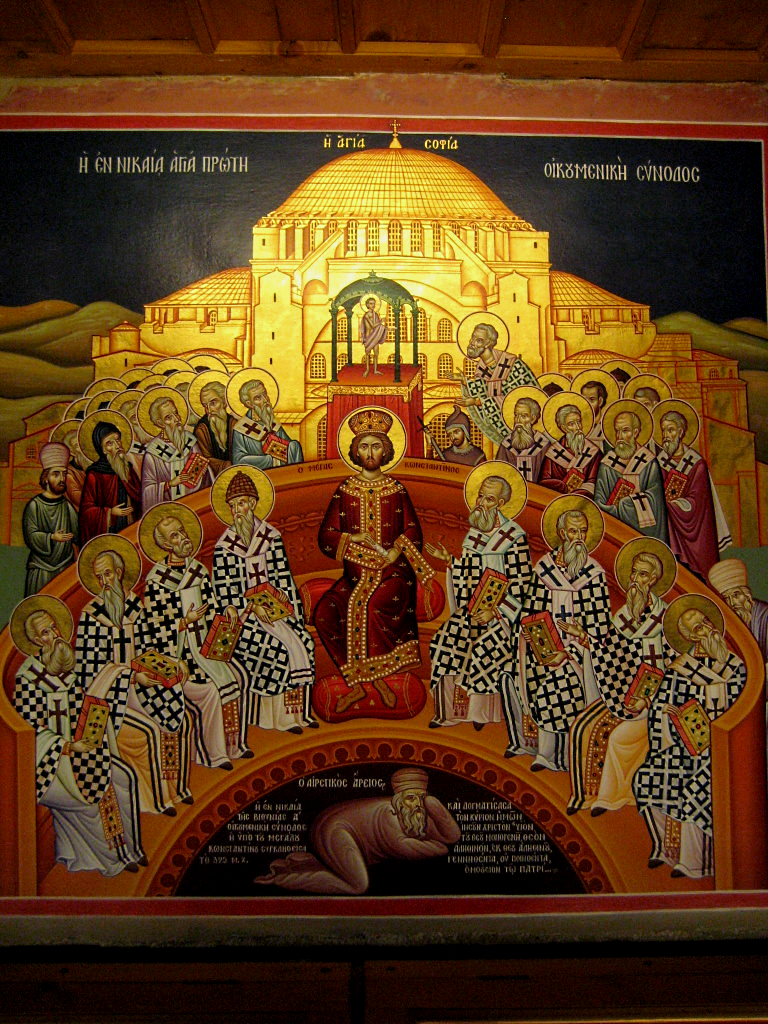
El Concili de Nicea, amb Arri representat sota els peus de l'emperador Constantí i els bisbes

El debat cristològic ja no podia estar contingut dins la diòcesi d'Alexandria. Quan el bisbe Alexandre finalment va actuar contra Arri, la seva doctrina s'havia estès molt més enllà de la seva pròpia seu; s'havia convertit en un tema de discussió —i pertorbació— per a tota l'Església. L'Església era ara una força poderosa al món romà, amb els emperadors Licini i Constantí I que l'havien legalitzat l'any 313 mitjançant l'Edicte de Milà. L'emperador Constantí s'havia interessat personalment en diverses qüestions ecumèniques, inclosa la controvèrsia donatista l'any 316, i volia posar fi a la disputa cristològica. Amb aquesta finalitat, l'emperador va enviar a Osi de Còrdova per investigar i, si és possible, resoldre la polèmica. Osi estava armat amb una carta oberta de l'emperador: «Per tant, que cadascú de vosaltres, mostrant consideració per l'altre, escolti l'exhortació imparcial del vostre company de servei». No obstant això, mentre el debat continuava enfurismat malgrat els esforços d'Osi, Constantí l'any 325 dC va fer un pas sense precedents: va convocar un concili ecumènic format per prelats de l'església de totes les parts de l'Imperi per resoldre aquest problema, possiblement per recomanació d'Osi.
Totes les diòcesis seculars de l'Imperi van enviar un o més representants al consell, llevat de Britànnia; la majoria dels bisbes procedien d'Orient. El papa Silvestre I, massa vell per assistir-hi, va enviar dos sacerdots com a delegats seus. El mateix Arri va assistir al concili, igual que el seu bisbe, Alexandre. També hi havia Eusebi de Cesarea, Eusebi de Nicomèdia i el jove diaca Atanasi, que esdevindria el defensor de la visió trinitària adoptada finalment pel concili i passarà la major part de la seva vida lluitant contra l'arianisme. Abans que el conclave principal es convoqués, Osi es va reunir inicialment amb Alexandre i els seus partidaris a Nicomèdia. El concili estava presidit pel mateix emperador, que va participar i fins i tot dirigir algunes de les seves discussions.
En aquest primer Concili de Nicea, 22 bisbes, dirigits per Eusebi de Nicomèdia, van venir com a partidaris d'Arri. No obstant això, quan alguns dels escrits d'Arri es van llegir en veu alta, la majoria dels participants els va denunciar com a blasfemes. Aquells que sostenien la idea que Crist era coetern i consubstancial amb el Pare eren dirigits pel bisbe Alexandre. Atanasi no va poder participar en el Consell perquè només era un ardiaca. Tanmateix, es veu que Atanasi estava fent el treball i va concloure (segons la defensa del trinitarisme atanasià del bisbe Alexandre i també segons el Credo de Nicea adoptat en aquest Concili) que el Fill era de la mateixa essència (consubstancialitat) que el Pare (o un en essència amb el Pare), i es va generar eternament a partir d'aquesta essència del Pare. Aquells que, en canvi, van insistir que el Fill de Déu va venir després de Déu Pare en el temps i la substància, van ser dirigits pel prevere Arri. Durant uns dos mesos, les dues parts van discutir i debatre, amb cadascuna d'elles apel·lant a l'Escriptura per justificar les seves respectives posicions. Arri va defensar la supremacia de Déu Pare i va sostenir que el Fill de Déu era simplement la criatura més antiga i estimada de Déu, feta del no-res, perquè era la descendència directa. Arri va ensenyar que el Fill preexistent va ser la primera producció de Déu (la primera cosa que Déu va fer en tota la seva existència eterna fins a aquest moment, abans de totes les edats. Així va insistir que només Déu Pare no tenia principi, i que només el Pare era infinit i etern. Arri sostenia que el Fill tenia un principi. Així, va dir Arri, només el Fill va ser creat i engendrat directament de Déu; a més, hi va haver un temps que no va tenir existència. Ell era capaç de la seva pròpia voluntat, va dir Arri i, per tant, «si era un fill en el sentit més veritable, devia haver vingut després del Pare, el temps òbviament va ser quan Ell no ho era i, per tant, era un ésser finit.» Arri va apel·lar a l'Escriptura, citant versets com Joan 14:28: «el Pare és més gran que jo», així com Colossencs 1:15: «el primogènit de tota la creació». Així, Arri va insistir que la Divinitat del Pare era més gran que la del Fill, i que el Fill estava sota Déu Pare, i no coigual ni coetern amb ell.

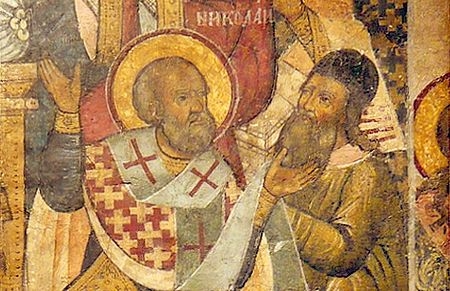
Icona grega d'Ari rebent una bufetada per Nicolau de Mira

Segons alguns relats de l'hagiografia de Nicolau de Mira, el debat al concili es va fer tan acalorat que en un moment donat, Nicolau va colpejar Ari a la cara. La majoria dels bisbes finalment van acordar un credo, conegut després com el credo de Nicea. Inclou la paraula homoousios, que significa «consubstancial», o «un en essència», que era incompatible amb les creences d'Arri. El 19 de juny de 325, el consell i l'emperador van emetre una circular a les esglésies d'Alexandria i als voltants: Arri i dos dels seus inflexibles partisans (Teonas i Secundus) van ser deposats i exiliats a Il·líric, mentre que altres tres partidaris: Teognis de Nicea, Eusebi de Nicomèdia i Maris de Calcedònia, van posar les seves signatures únicament per deferència a l'emperador. El següent és part de la sentència feta per l'emperador denunciant amb fervor els ensenyaments d'Arri.
| «                                                    | A més, si s'ha de trobar algun escrit compost per Arri, s'ha de lliurar a les flames, perquè no només s'esborri la maldat del seu ensenyament, sinó que no en quedi ni tan sols que el recordi a ningú. I per la present faig una ordre pública, que si algú es descobreix que ha amagat un escrit compost per Arri i no l'ha presentat immediatament i l'ha destruït pel foc, la seva pena serà la mort. Tan bon punt sigui descobert en aquest delicte, serà sotmès a la pena capital [...] | » |
| — Edicte de l'emperador Constantí contra els arrians | |   |

## Exili, retorn i mort

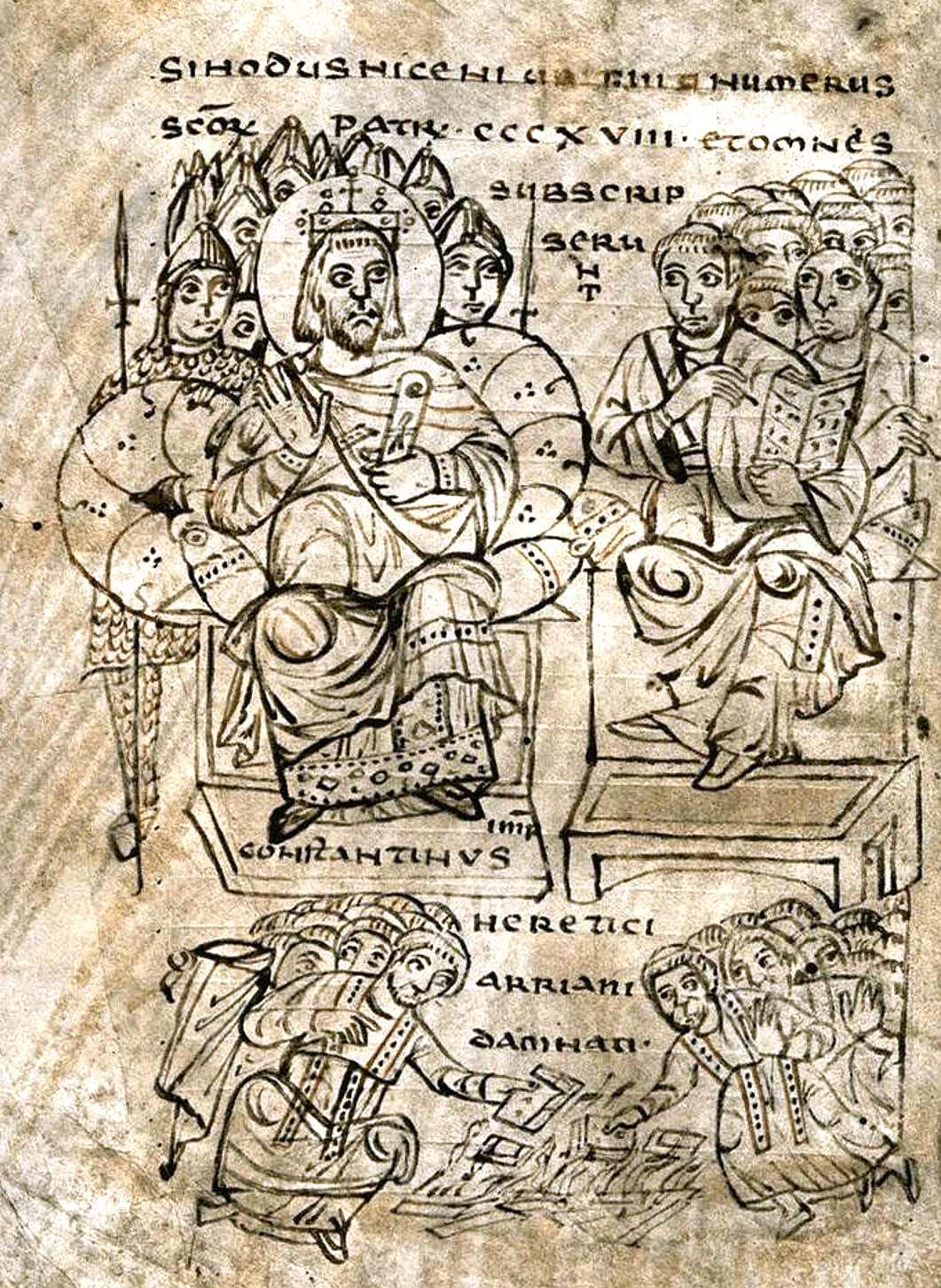
Constantí I cremant llibres arrians, il·lustració d'un llibre de dret canònic, c. 825

Tanmateix, la victòria del partit homoousian a Nicea va ser de curta durada. Malgrat l'exili d'Ari i la suposada finalitat dels decrets del Consell, la polèmica arriana va començar de seguida. Quan el bisbe Alexandre va morir l'any 327, Atanasi el va succeir, tot i no complir els requisits d'edat per a un jerarca. Encara compromès a pacificar el conflicte entre arrians i trinitaris, Constantí es va anar fent més indulgent amb aquells a qui el Concili de Nicea havia exiliat. Tot i que mai va repudiar el concili o els seus decrets, l'emperador finalment va permetre que Ari (que s'havia refugiat a Palestina) i molts dels seus adherents tornessin a les seves llars, un cop Ari va haver reformulat la seva cristologia per silenciar les idees que els seus crítics trobaven més censurables. Atanasi va ser exiliat després de la seva condemna pel Primer Sínode de Tir l'any 335 (tot i que més tard va ser recordat), i el Sínode de Jerusalem l'any següent va restaurar Ari a la comunió. L'emperador va ordenar a Alexandre de Constantinoble que rebé Ari, malgrat les objeccions del bisbe; El bisbe Alexandre va respondre pregant sincerament perquè Ari morís abans que això pogués passar.
Els estudiosos moderns consideren que la mort posterior d'Arri pot haver estat el resultat de l'enverinament dels seus oponents. En canvi, alguns contemporanis d'Arri van afirmar que les circumstàncies de la seva mort eren una conseqüència miraculosa dels punts de vista herètics d'Arri. Aquesta darrera visió era evident en el relat de la mort d'Arri per part d'un enemic amarg, Sòcrates Escolàstic:
| « | Era dissabte, i Arri esperava reunir-se amb l'església l'endemà. Per sortir del palau imperial, assistit per una munió de partidaris d'Eusebi com a guàrdies, va desfilar orgullós pel mig de la ciutat, atraient l'atenció de tota la gent. Quan s'acostava al lloc anomenat fòrum de Constantí, on s'aixeca la columna de Constantí, un terror derivat del remordiment de la consciència es va apoderar d'Arri, i amb el terror una violenta relaxació de les entranyes: per tant, va preguntar si hi havia un lloc convenient a prop, i en ser dirigit a la part posterior del fòrum de Constantí, s'hi va afanyar. Poc després es va desmaiar, i juntament amb les evacuacions li van sobresortir les entranyes, seguida d'una hemorràgia copiosa i la sortida de l'intestí prim: a més, parts de la seva melsa i fetge van ser extretes amb l'efusió de sang, de manera que gairebé immediatament va morir. L'escena d'aquesta catàstrofe encara es mostra a Constantinoble, com he dit, darrere de la caiguda de la columnata: i per les persones que van assenyalant el lloc amb el dit, hi ha un record perpetu conservat d'aquesta mena extraordinària de mort. | » |

La mort d'Arri no va acabar amb la polèmica arriana, que no es resoldria durant segles en algunes parts del món cristià.